# 大波蘭起義 (1918年—1919年)
1918－1919年大波蘭起義（波蘭語：powstanie wielkopolskie 1918–1919 roku）是一個波蘭人軍隊在大波蘭地區反對德國的統治，這次起義對凡爾賽條約產生了重大影響，該條約承認波蘭為獨立國家，波蘭第二共和國由此誕生。

## 時代背景
1795年波蘭遭到第三次瓜分之後，波蘭作爲一個獨立國家已經不復存在。但是自1795年直至第一次世界大戰，這中間發生了多起爭取獨立的起義，但這些起義均被鎮壓。1806年耶拿-奧爾施泰特會戰之後，被打敗的普魯士被迫將一部分領土割讓給拿破侖，拿破侖將這塊土地讓波蘭人建立了華沙公國。8年之後華沙公國再次被普魯士和沙俄帝國瓜分。生活在大波蘭地區的波蘭人的土地被没收，其地區加速德國殖民化。
一戰結束時，美國總統伍德羅·威爾遜提出了關於民族自決的十四點和平原則，并成爲巴黎和會的指導性綱領，但是關於波蘭獨立的建議，最初沒有設定可以普遍接受的國境綫。除了沙俄帝國之外，18世紀末被普魯士吞并的波蘭大部分地區在一戰結束時仍是德國的一部分，波蘭其餘的領土在奧匈帝國境内。德國的部分地區包括大波蘭地區，其中波兹南是一個主要的工業城市，居住在該地的波蘭人超過60%，一戰結束之後，這些波蘭人都希望生活在重新建立的波蘭國家之内。

## 起義
1918年11月9日威廉二世退位，這標誌著德意志第二帝國的終結，取而代之的是魏瑪共和國，希望波蘭擁有主權的波蘭人開始認真準備起義。
1918年12月27日，在著名鋼琴家伊格納西·帕德雷夫斯基( Ignacy Paderewski)發表愛國演講後，波茲南爆發了起義，他於1919年成為波蘭總理。
起義部隊由波蘭軍事組織的成員組成，他們組建了Straż Obywatelska（公民衛隊），後來更名為Straż Ludowa（人民衛隊），其中包括許多志願者，他們主要是第一次世界大戰的退伍軍人。到達巴扎爾酒店，從那裡發起起義，是來自Wildecka kompania Straży Ludowej（維爾達人民衛隊）的 100 人強大的部隊，由率領。執政機構是Naczelna Rada Ludowa（最高人民委員會）。最初，委員會成員，包括Stanisław Taczak上尉和將軍Józef Dowbor-Muśnicki反對起義，但他們改變主意支持 1919 年 1 月 9 日的起義。
1918年11月11日停戰協議的簽署使得德國軍人士氣低落，從而引發了德國內部社會衝突，德國新政府不得不鎮壓本國的德国十一月革命行動，而無暇顧及波蘭人的起義，這個時機對起義者來說是有利的。
到 1919 年 1 月 15 日，波蘭人已經控制了該省的大部分地區，他們與德國正規軍和非正規部隊（如格倫茨舒茨）進行了激烈的戰鬥。戰鬥一直持續到2月16日協約國和德國之間的休戰續簽。停火也影響了大波蘭的前線，但儘管停火，小規模衝突一直持續到1919年6月28日最終簽署《凡爾賽條約》。

## 歷史評價
起義是波蘭最成功的兩次起义之一，另一次是1806年的波蘭大起義，以拿破崙的军隊進入波蘭一方對抗普魯士而告終。許多大波蘭起義者後來參加了反對德國統治的西里西亞起義，起義始於 1919年末，結束於1921年。這次起義的成果是自1795年以來波蘭再次成爲了一個歐洲的獨立國家。
起義對《凡爾賽條約》的簽署產生了重大影響。條約不僅將起義者獲得的地區劃歸給波蘭，還將很多德國人居住的比得哥什、萊什諾和拉維奇等城市以及波蘭走廊也劃歸給了波蘭，這些土地是在1772年第一次瓜分波蘭之前的波蘭－立陶宛聯邦的一部分，這些土地將使波蘭有了通往波羅的海的出海口。
由於《凡爾賽條約》使德國失去了一些領土，從而在德國滋生出了復仇主義的思潮。比如：但澤地區和東普魯士地區以及波蘭走廊等都成爲了阿道夫·希特勒的政治綱領的一部分。1934年新上臺的納粹政府雖然與波蘭簽署了《德波互不侵犯條約》，承認了兩國新邊界。但是波蘭强人領袖畢蘇斯基去世之後，隨著德國吞并奧地利、並通過慕尼黑協定占領捷克斯洛伐克等一系列擴張行動，德國向波蘭提出修改條約遭到波蘭拒絕，最終德國於1939年4月28日單方面退出該條約，並於同年9月1日入侵波蘭。